# Палац вірменських архієпископів (Львів)
Палац вірменських архієпископів (конскрипційний № 116) — адміністративно-житлова будівля, колишня резиденція вірменського архієпископа. Розташована в історичному центрі Львова, на вулиці Вірменській, праворуч від дзвіниці Вірменського собору. Як частина ансамблю Вірменського собору має статус пам'ятки архітектури національного значення (охоронний № 318/3).

## Історія
Будівля палацу вірменських архієпископів зведена наприкінці XVII століття за наказом архієпископа Вартана Гунаняна. Його наступник, архієпископ Якуб Августинович після пожежі 1778 року відбудував і розширив палац, а в 1802 році чергову реконструкцію провів архієпископ Ян Шимонович, який знову розширив будівлю і влаштував у ній каплицю. Також у палаці розташовувалися бібліотека, канцелярія та архів єпархії.
До 1939 року будівля палацу офіційно належала Капітулу Вірменсько-католицької церкви.

## Опис
Будинок цегляний, тинькований, Г-подібний у плані, замикає зі сходу Східне (Христофорове) подвір'я Вірменського собору. Чоловий фасад, що виходить на вулицю Вірменську, двоповерховий, на чотири вікна, тильний фасад — триповерховий, з дерев'яними верандами та критими сходами. Чоловий фасад розчленований горизонтально тягами, а на рівні другого поверху — вертикально пласкими лопатками між вікнами. Завершується фасад хвилястим фронтоном, у тимпані якого розміщений барельєф із гербом вірменських архієпископів.
Вікна прямокутні, на першому поверсі частково зберігся первісний кам'яний декор вікон, що складається із прямих сандриків з орнаментом із чотирипелюсткових пізньоготичних розеток, тригліфів і метоп, різьбленого обрамлення вікон.
З боку подвір'я також зберігся первісний портал, декорований орнаментом із канелюр.

## Світлини

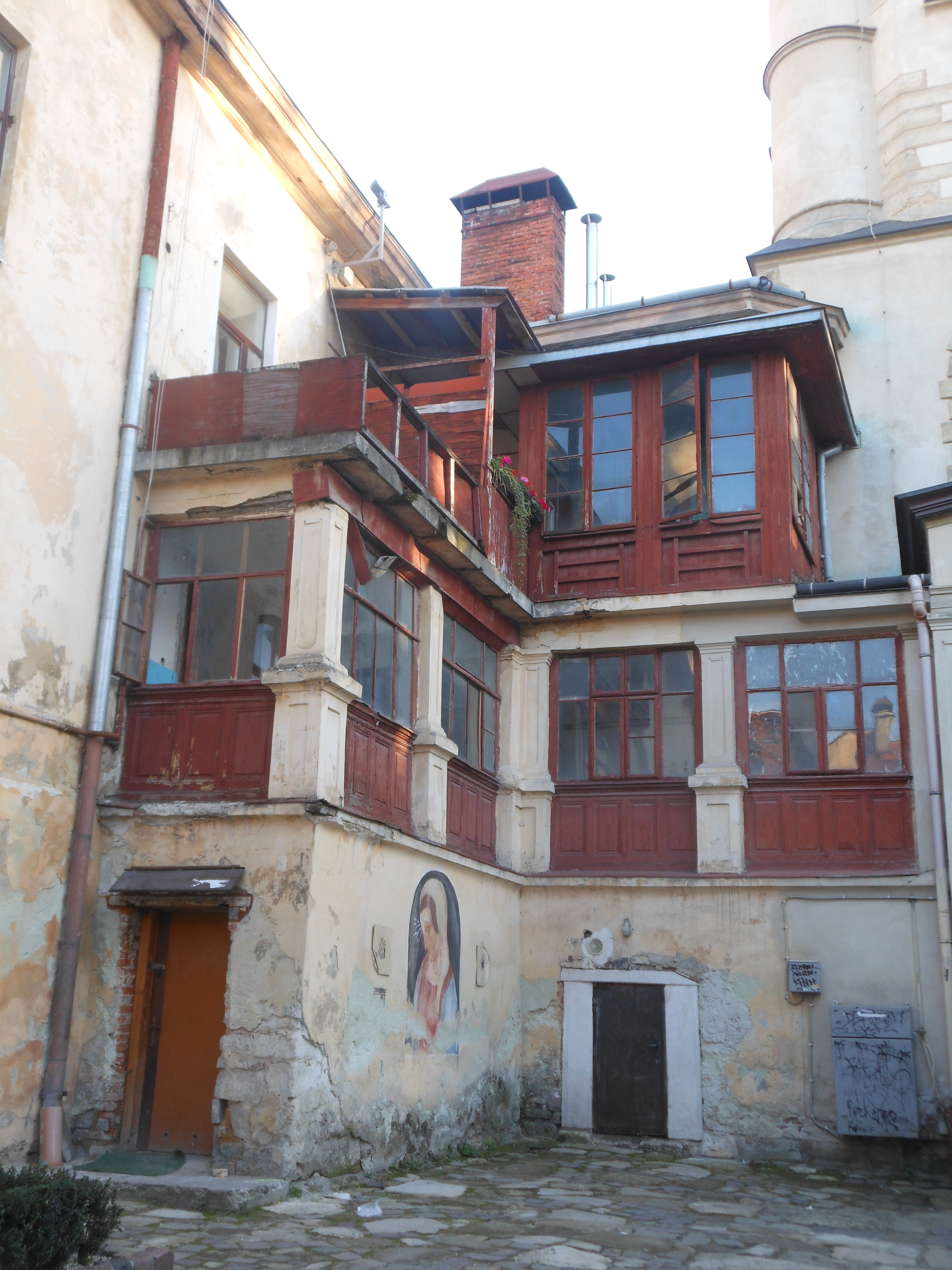
Зворотній фасад
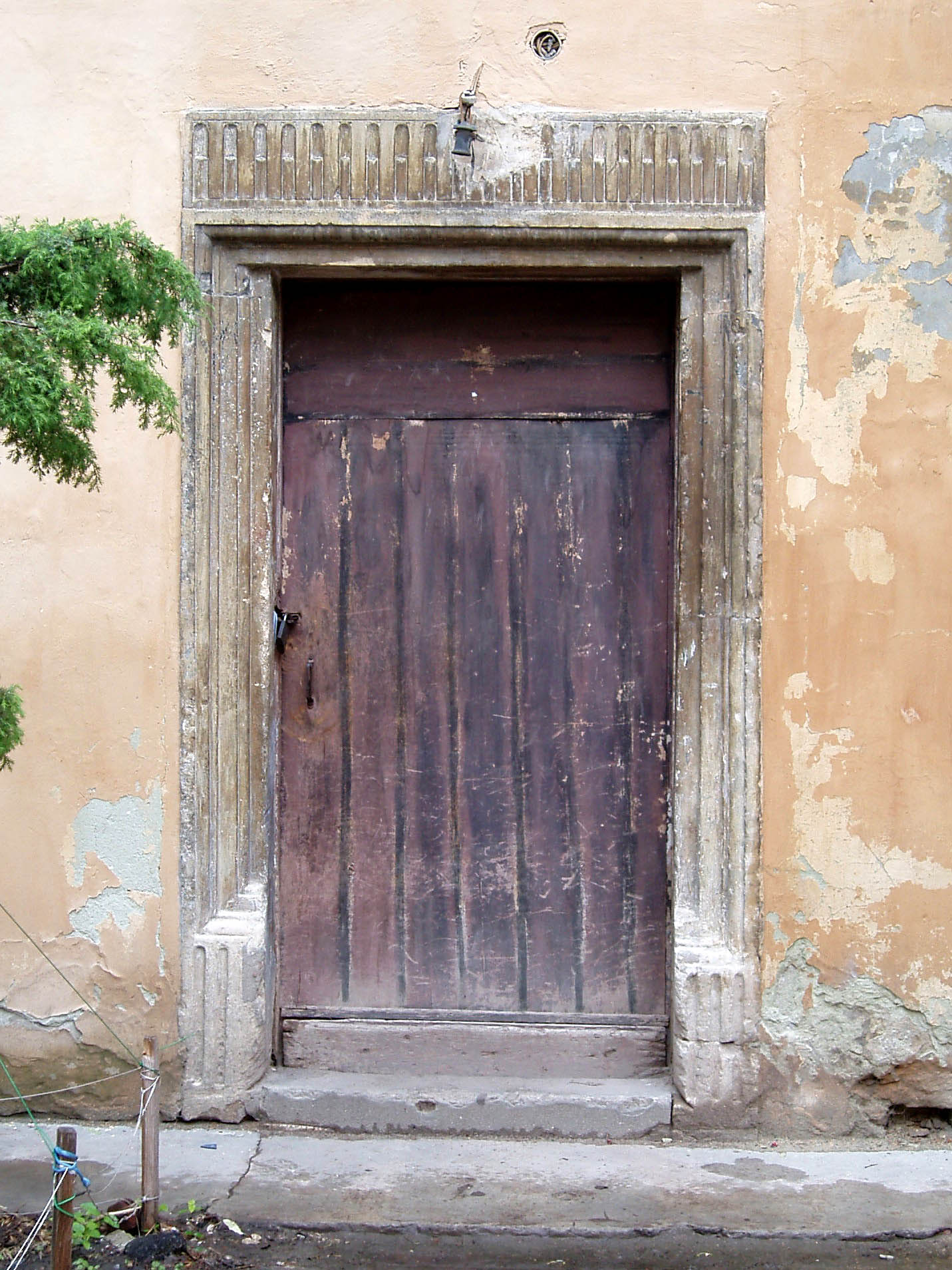
Портал на зворотньому фасаді
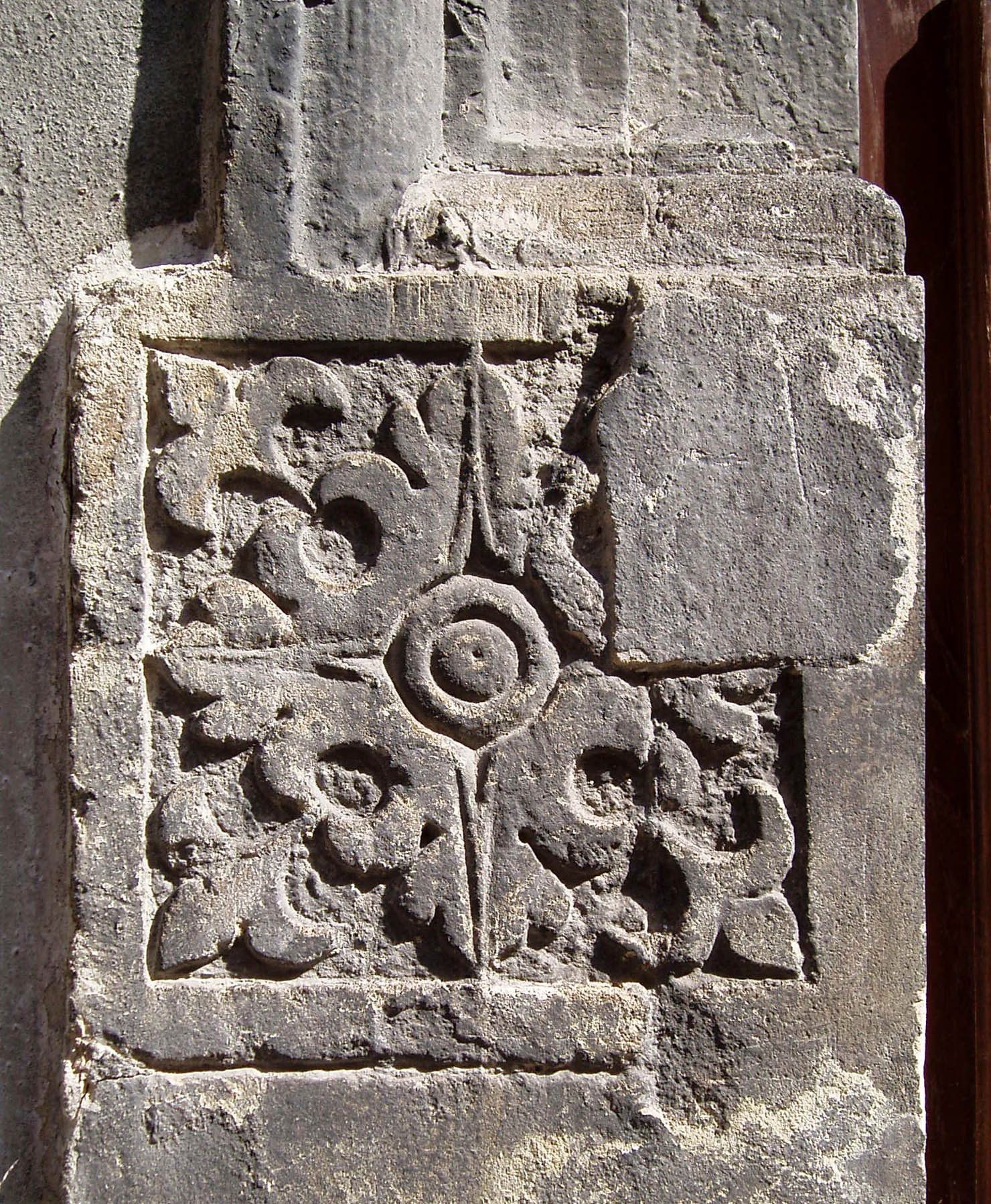
Орнаментальна розетка на вікнах першого поверху